# Панова Віра Федорівна
Віра Федорівна Панова (7 (20 березня) 1905, Ростов-на-Дону, російська імперія— 3 березня 1973, Ленінград) — російська радянська письменниця.

## Біографія
Здобула популярність в сталінські роки як офіційно визнана письменниця.
У 1960-х роках літературним секретарем Панової в Ленінграді був проживаючий з нею в одному будинку Сергій Довлатов, який неодноразово з симпатією згадує її в своїх творах. З екранізації повісті Панової «Сергійко» (рос. Серёжа) почалася режисерська кар'єра Г. Д. Данелія, причому молодого випускника режисерських курсів Панова вважала за кращого ніж досвідчених постановників з «Ленфільму».
Під час кримінального переслідування І. А. Бродського чоловік і син Панової були серед його основних захисників.
Померла 3 березня 1973 року в Ленінграді. Похована на цвинтарі в Комарово під Ленінградом.

## Сім'я
- перший чоловік — журналіст Арсеній Володимирович Старосольський (1904—1953)
  - донька Наталя.
- другий чоловік — журналіст Борис Борисович Вахтин (1907—1938), секретар редакції газети «Молот», репресований за членство в троцькістській організації (був засланий на будівництво Біломор-Балтійського каналу).
  - син — письменник-дисидент, перекладач, синолог Вахтин Борис Борисович (1930—1981).
  - син — вчений-генетик, академік Вахтин Юрій Борисович (1932—2006).
- третій чоловік — письменник-дисидент Дар Давид Якович (1910—1980).

## Твори

### Романи
- 1944 — рос. «Евдокия (Семья Пирожковых)».
- 1946 — рос. «Спутники».
- 1959 — рос. «Евдокия (Семья Пирожковых)» (друге видання).
- 1947 — рос. «Кружилиха (Люди добрые)».
- 1953 — рос. «Времена года. Из летописей города Энска».
- 1956 — рос. «Времена года. Из летописей города Энска» (друге видання).
- 1958 — рос. «Сентиментальный роман».
- 1962 — рос. «Который час? Сон в зимнюю ночь». Роман-казка (опублікований в 1981).

### Повісті
- 1949 — рос. «Ясный берег».
- 1955 — рос. «Серёжа (повесть)».
- 1964 — рос. «Рабочий посёлок».
- 1964 — рос. «Рано утром».
- 1965 — рос. «Саша».
- 1965 — рос. «Конспект романа».

## Текст заголовка

### Оповідання
- 1959 — рос. «Валя».
- 1959 — рос. «Володя».
- 1961 — рос. «Трое мальчишек у ворот».
- 1962 — рос. «Листок с подписью Ленина».
- 1962 — рос. «Мальчик и девочка». Кінооповідання.
- 1965 — рос. «Сёстры».
- 1972 — рос. «Про Митю и Настю».
- 1973 — рос. «Сергей Иванович и Таня». Бувальщина.

### Драматургія
- 1939 — рос. «Илья Косогор» (опублікована в 1958)
- 1940 — рос. «В старой Москве. Картины» (опублікована в 1957).
- 1942 — рос. «Метелица» (Военнопленные) (опублікована в 1957).
- 1944 — рос. «Девочки» (опублікована в 1958).
- 1945 — рос. «Бессонница» (опублікована в 1985).
- 1961 — рос. «Проводы белых ночей (пьеса)».
- 1962 — рос. «Как поживаешь, парень?» Літературний сценарій.
- 1966 — рос. «Сколько лет, сколько зим»…
- 1967 — рос. «Ещё не вечер».
- 1967 — рос. «Надежда Милованова» («Верность»; «Поговорим о странностях любви»…).
- 1968 — рос. «Тредьяковский и Волынский». Історична драма.
- 1973 — рос. «Свадьба как свадьба».

### Історична есеїстика
- 1966 — "Ліки на зорі. Історичні повісті ".
- «Сказання про Ольгу».
- «Сказання про Феодосію».
- «Феодорець Білий Клобучок».
- «Хто вмирає».
- 1969 — "Смута. Мозаїки "(повністю опубліковано в 1976).
- «Голод».
- "Болотніков. Коровай на столі ".
- «Чорний день Василя Шуйського».
- «Марина. Кому найбільший шматок».
- «Загибель династії».
- 1970 — "Життя Мухаммеда " (спільно з Ю. Вахтін; опубліковано в 1990).

### Автобіографічна есеїстика
- 1952 — «Нотатки прозаїка».
- 1960—1961 — «З американських зустрічей» (повністю опубліковано в 1964).
- 1971 — «Із запасників пам'яті» (Нотатки літератора).
- 1972 — «З листа» …
- 1973 — «Моє і тільки моє. Про моє життя, книги і читачів» (повністю опубліковано в 1989).

## Видання творів
- «Зібрання творів у п'яти томах». — Л., 1969—1970.
- «Вибрані твори в двох томах». — М., 1980.
- «Зібрання творів у п'яти томах». — М., 1987—1989.
- «Життя Мухаммеда». — М., 1990..

## Екранізації
| Рік  | Фільм                                 | Режисер (и)                     | За твором                             |
| ---- | ------------------------------------- | ------------------------------- | ------------------------------------- |
| 1960 | Сергійко                              | Георгій Данелія і Ігор Таланкін | повість «Серьожа»                     |
| 1961 | Євдокія                               | Тетяна Ліознова                 | повість «Євдокія»                     |
| 1961 | Високосний рік                        | Анатолій Ефрос                  | роман «Времена года»                  |
| 1962 | Вступ                                 | Ігор Таланкін                   | розповіді «Валя» і «Володя»           |
| 1964 | Поїзд милосердя                       | Іскандер Хамраєв                | роман «Супутники»                     |
| 1965 | Робоче селище                         | Володимир Венгеров              | повість «Робоче селище»               |
| 1965 | Рано вранці                           | Тетяна Ліознова                 | За однойменною повістю                |
| 1966 | Хлопчик і дівчинка                    | Юлій Файт                       | За однойменною повістю                |
| 1967 | Чотири сторінки одного молодого життя | Резо Есадзе                     | повість «Саша»                        |
| 1969 | Проводи білих ночей                   | Юліан Панич                     | За однойменною п'єсою                 |
| 1974 | Весілля як весілля (телеспектакль)    | Юрій Сергієв                    | Сценарист                             |
| 1975 | На все життя, що залишилося…          | Петро Фоменко                   | роман «Супутники»                     |
| 1975 | Виліт затримується                    | Леонід Марягін                  | повість «Скільки років, скільки зим…» |
| 1976 | Сентиментальний роман                 | Ігор Масленніков                | «Сентиментальний роман»               |

## Нагороди і премії
- 1947 — Сталінська премія першого ступеня — за роман «Супутники» (1946)
- 1948 — Сталінська премія другого ступеня — за роман «Кружіліха» (1947)
- 1950 — Сталінська премія третього ступеня — за повість «Ясний берег» (1949)
- 1965 — орден Трудового Червоного Прапора

## Пам'ятники
Пам'ятник на могилі є культурно-історичною спадщиною федерального рівня охорони. 
- Меморіальна дошка за адресою: Санкт-Петербург, Марсове поле, буд. 7